# 皮額·馬松布科
皮額·馬松布科（英語：Pié Masumbuko，1931年9月29日—）是一名政治人物，曾于1965年1月15日至1月26日担任国家进步联盟成员和布隆迪代总理。
1963年10月4日，他代表布隆迪政府签署了《部分禁止核試驗條約》。